# Fibuloides modificana
Fibuloides modificana là một loài bướm đêm thuộc họ Tortricidae. Nó được tìm thấy ở Trung Quốc (Quảng Tây) và Việt Nam.